# Eupithecia dilucida
Eupithecia dilucida är en fjärilsart som beskrevs av W. Warren 1899. Eupithecia dilucida ingår i släktet Eupithecia och familjen mätare. Inga underarter finns listade i Catalogue of Life.